# El Manantial, Tabasco
El Manantial är en ort i Mexiko.   Den ligger i kommunen Tenosique och delstaten Tabasco, i den sydöstra delen av landet, 800 km öster om huvudstaden Mexico City. El Manantial ligger 31 meter över havet och antalet invånare är 157.
Terrängen runt El Manantial är platt. Runt El Manantial är det ganska glesbefolkat, med 26 invånare per kvadratkilometer. Närmaste större samhälle är Tenosique de Pino Suárez, 12,2 km söder om El Manantial. Omgivningarna runt El Manantial är en mosaik av jordbruksmark och naturlig växtlighet.